# Jabłuniwka (rejon kobelacki)
Jabłuniwka (ukr. Яблунівка) – wieś na Ukrainie, w obwodzie połtawskim, w rejonie kobelackim. W 2001 roku liczyła 35 mieszkańców.